# Gia đình Einstein
Gia đình Einstein hay dòng họ Einstein là dòng họ của nhà vật lý nổi tiếng Albert Einstein (1879–1955). Cụ tổ lâu đời nhất được ghi lại của họ Einstein, Jakob Weil, sinh vào cuối thế kỷ 17 và dòng họ này vẫn có sự thế tục cho đến ngày nay. Cụ tổ đời thứ hai của Albert Einstein, Löb Moses Sontheimer (1745–1831), cũng là ông nội của giọng nam cao nổi tiếng Heinrich Sontheim (1820–1912) người Stuttgart.
Albert có ba người con với người vợ đầu tiên Mileva Marić, con gái Lieserl của ông được sinh ra một năm trước khi họ kết hôn.
Người vợ thứ hai của Albert Einstein là Elsa Einstein. Elsa có mẹ là Fanny Koch – chị gái của mẹ Albert, và cha là Rudolf Einstein – con trai của Raphael Einstein, em trai của ông nội Albert. Như vậy, Albert và Elsa là chị em họ đầu tiên bên họ mẹ và chị em họ thứ hai bên họ cha.